# Santa Sangre
Santa Sangre (letteralmente in italiano "sangue santo") è un film surrealista del 1989 diretto da Alejandro Jodorowsky, scritto da Roberto Leoni con il regista e il produttore Claudio Argento, di produzione messico-italiana.

## Trama
Un uomo nudo simile a Cristo, di nome Fenix, è seduto su un albero in uno stato di semi-catalessi. Arriva un’equipe formata da un medico e alcune infermiere, portando un piatto di cibo normale ed uno di pesce crudo. L’equipe cerca di convincerlo a scendere dall'albero, presentandogli il piatto col cibo canonico ma è il pesce che lo persuade a scendere. L'uomo ha un'aquila tatuata sul petto. Da bambino Fenix è cresciuto in un circo che apparteneva a suo padre, Orgo, un uomo coperto di tatuaggi, lanciatore di coltelli, forte ma effeminato. La migliore amica di Fenix nel circo era una ragazza sordomuta. È un mimo ed ha sempre la faccia bianca di trucco. Fenix si innamora della ragazza. Orgo pensa che per iniziare il viaggio nell'età adulta il figlio debba avere un tatuaggio e così incide brutalmente lo sparviero sul petto di suo figlio.
La madre di Fenix, Concha, è una trapezista e un'acrobata che si esibisce sospesa nell'aria, trattenuta solo dai suoi capelli. È anche una fanatica religiosa, capo di un culto che adora una santa senza braccia, i cui arti superiori erano stati tagliati da due uomini che l'avevano assalita e violentata. Il simbolo del culto è un'immagine di due braccia tagliate, messe una sull'altra, a forma di doppia croce di sant'Andrea. Il sangue di questa santa è chiamato Santa Sangre, sangue santo, ed è conservato in una piscina in una chiesa. Questa chiesa però sta per essere abbattuta dalle autorità.
Mentre la madre è sospesa a mezz'aria durante un'esibizione, vede suo marito uscire furtivamente dal circo per appartarsi con la donna tatuata con la quale intratteneva una relazione adulterina. La donna tatuata è anche la custode della ragazza sordomuta. Concha, dopo aver chiuso suo figlio in una roulotte, raggiunge il marito e lancia un liquido corrosivo sia su di lui che sulla donna tatuata. Egli però, essendo un lanciatore di coltelli, usa le sue armi per mutilarle le braccia e poi, resosi conto del suo gesto, si suicida tagliandosi la gola. Chiuso nella roulotte lì di fronte, Fenix assiste impotente e sconvolto a tutta la scena; questa esperienza lascia dei segni indelebili nella psiche di Felix. La donna tatuata scappa portando con sé la ragazza sordomuta.
Tornando al presente, Fenix per un motivo non spiegato, crede di essere uno sparviero e per questo è ricoverato in una clinica psichiatrica. Durante una gita organizzata dalla clinica con alcuni pazienti, molti dei quali hanno la Sindrome di Down, Fenix intravede la donna tatuata in un quartiere di prostitute, dove ora lavora anche lei. Fenix è consumato dalla rabbia per quello che è accaduto a sua madre e suo padre a causa di quella donna. Sua madre Concha, ormai senza braccia, lo convince a scappare dal manicomio e una volta uscito, le braccia di Fenix sono guidate dalla mente di sua madre. In un nightclub i due si esibiscono insieme in un numero dove Fenix inserisce le sue braccia nelle maniche di Concha, mostrando realisticamente le sue braccia come braccia della madre.
Fenix, succube della madre, inizia una serie di delitti pilotati dalla mente di lei, cominciando con la donna tatuata che viene trafitta ed uccisa. Qualsiasi donna per la quale l'uomo prova attrazione, a partire da una spogliarellista, viene uccisa. Allora Fenix si invaghisce della "donna più forte del mondo", una muscolosa lottatrice molto mascolina, ma anch'essa viene fatta uccidere. Concha ama suo figlio ma esercita un controllo tirannico su di lui ed è terrorizzata all'idea di perderlo per una donna, così come ha perso suo marito. Quando ricompare la ragazza sordomuta, Concha ordina a Fenix di ucciderla. Fenix si mette dietro alla madre e prende due coltelli. Però non riesce a uccidere la ragazza di cui era innamorato da bambino e invece pugnala sua madre colpendola all'addome. Concha fa qualche passo, poi si gira verso il figlio e, prima di scomparire, dice: "Non ti libererai mai di me".
Concha in realtà era morta quando Orgo le aveva mutilato le braccia e Felix ha vissuto ossessionato e pesantemente condizionato dalla nefasta influenza che la figura materna ha avuto su di lui. Arriva la polizia sulla scena del delitto: all'ordine di alzare le mani, Felix scioccato si rende conto che adesso ha il controllo delle sue braccia.

## Produzione

### Sviluppo
Roberto Leoni, che aveva lavorato nella biblioteca di un ospedale psichiatrico dove era stato in contatto con il disagio mentale, aveva sviluppato un soggetto che raccontò a Claudio Argento con cui in quel periodo collaborava. Argento apprezzò il soggetto e aggiunse anche qualcosa che pensava e insieme con Leoni decisero di proporlo al regista che sembrava il più adatto a rappresentarlo, cioè Alejandro Jodorowsky.
Dopo il suo cult La montagna sacra del 1974, a Jodorowsky era stato proposto di dirigere una versione cinematografica dell'epico romanzo di fantascienza di Frank Herbert del 1965 Dune, ma il progetto non andò in porto e tranne la favola per bambini Tusk del 1980, il regista franco-cileno sembrava essere scomparso dalle scene internazionali. Ma Claudio Argento lo ritrovò e parlò con il suo agente. Jodorowsky fissò un appuntamento a Parigi, ma solo per Leoni, perché prima di accettare doveva parlare con chi aveva scritto quella storia. Leoni andò a Parigi ed incontrò Jodorowsky, che voleva sapere quando esattamente aveva scritto quella storia. Leoni si ricordò che era accaduto una certa notte e Jodorowsky con disappunto sostenne che quella notte lui era andato a dormire presto, l'angelo delle storie era passato sopra Parigi per portare una storia, aveva visto che dormiva e aveva continuato fino a Roma, aveva visto che Leoni era sveglio e aveva dato a lui la storia. Ma la storia era sua e Leoni era un ladro!
Poi, Jodorowsky aveva sviluppato questa storia con la sua immaginazione e con la sua arte, raccontando a Leoni anche la vicenda di Gregorio Cárdenas Hernández, che sotto certi aspetti aveva caratteristiche simili, ed insieme scrissero la sceneggiatura di Santa Sangre.

### Scrittura
«Uno di questi malati, che conosceva quattro lingue straniere e mi aiutava a classificare i libri - la biblioteca aveva 50.000 volumi di molti paesi e di tutte le epoche - un giorno ha cominciato a guardarsi di lato e a dire: “…’sta zitta…’sta zitta…” La terza volta gli ho chiesto cosa gli accadeva e lui mi ha risposto fissandomi con i suoi occhi azzurri: “No, niente, ho la voce che mi dice di ucciderti, ma non ti preoccupare perché io ti voglio bene.” Sono rimasto in un comprensibile disagio, ma lui mi ha rassicurato, continuando a fissarmi con i suoi occhi azzurri: “No, no, stai tranquillo, ti voglio bene, non do retta alla voce…” e io sono rimasto tranquillo, per quanto possibile, perché la biblioteca era grande, composta di cinque vasti saloni dove erano i 50.000 volumi ed eravamo io e lui soli, isolati in un piano alto e appartato di un immenso palazzo a quell'ora semideserto. Io mi sono fidato. Mi sono fidato dei suoi occhi azzurri, mi sono fidato del suo sincero modo di dirmi “Ti voglio bene”.» Roberto Leoni
Leoni ha raccontato che probabilmente questo episodio è all'origine di Santa Sangre perché nel tempo, ha concepito «una storia in cui anche il peggiore demone in realtà non può dimenticare di essere stato un angelo.» Infatti, Fenix il personaggio scritto insieme a Jodorowsky è un serial killer, ma «ogni volta che uccide in realtà ci muove a pietà, quasi più della vittima...» 

## Distribuzione
Santa Sangre non ha ricevuto un'ampia distribuzione negli Stati Uniti dopo la sua prima uscita, con proiezioni solo in alcune sale cinematografiche che avevano familiarità con il precedente lavoro di Jodorowsky. Il 25 gennaio 2011, Severin Film ha distribuito il film su DVD e Blu-ray con più di "cinque ore di extra esclusivi". Nel Regno Unito un DVD di Anchor Bay Entertainment è stato distribuito nel 2004. Per Halloween 2019, il Morbido Fest, un festival a Città del Messico, per celebrare il trentesimo anniversario di  Santa Sangre  ha proiettato la copia rimasterizzata in 4K da Severin Films - una scansione del negativo della pellicola originale  In Italia dal 25 al 27 Novembre 2019 Videa ha celebrato il trentesimo anniversario di  Santa Sangre  proiettando in alcune sale cinematografiche la versione originale restaurata in 4K.

## Accoglienza
Il film è stato proiettato nella sezione Un Certain Regard al Festival di Cannes 1989,, è stato accolto con favore dalla critica ed è stato inserito nella lista dei 500 migliori film della storia secondo Empire. Santa Sangre ha ricevuto recensioni prevalentemente positive, con una recensione del British Film 4 che lo descrive come "Uno dei film più belli di Jodorowsky" che "risuona con tutto il potere inquietante di un incubo viscido filtrato attraverso la lente allucinatoria psichedelica degli anni '60"
Roger Ebert ha dato una recensione positiva al film e ha affermato di ritenere che contenesse un messaggio morale sinceramente contrario al male, piuttosto che celebrarlo come la maggior parte dei film horror contemporanei. Ebert lo ha descritto come "un film dell'orrore, uno dei più grandi, e dopo aver atteso pazientemente attraverso innumerevoli Dead Teenager Movies (un termine coniato da lui riferito ai film horror per adolescenti), Alejandro Jodorowsky mi ha ricordato che è possibile un vero orrore psichico sullo schermo - horror, poesia, surrealismo, dolore psicologico e malvagio umorismo, tutto in una volta ".
Il film ha ottenuto una valutazione dell'85% sul sito web dell'aggregatore di recensioni Rotten Tomatoes basato su 41 recensioni, con una media di 7,39 / 10. Il sito afferma: "Coloro che non hanno familiarità con lo stile di Alejandro Jodorowsky possono trovarlo schiacciante, ma "Santa Sangre" è un provocatorio viaggio psichedelico caratterizzato dai tocchi distintivi del regista di violenza, volgarità con uno strano centro morale personale."

## Riconoscimenti
- 1991 - Saturn Award
  - Miglior attore emergente (Adan Jodorowsky)

## Curiosità
- Nella scena del teatro Cristobal Jodorowsky ricrea, almeno in parte, uno spettacolo del mimo francese Marcel Marceau, La creazione del mondo, una rilettura dei primi due capitoli del libro della Genesi in forma di pantomima. Jodorowsky e suo figlio avevano lavorato tutti e due con Marceau.